# اميديو بينيديتي
اميديو بينيديتي (بالإيطالية: Amedeo Benedetti)‏ (25 أكتوبر 1991 في إيطاليا - ) هو لاعب كرة قدم إيطالي في مركزي الدفاع والظهير. لعب مع كييفو فيرونا ونادي برو باتاريا ونادي بيزا ونادي ريجينا ونادي سيتاديلا ونادي لوميتساني.

## روابط خارجية
- اميديو بينيديتي على موقع قاعدة بيانات كرة القدم.إي يو (الإنجليزية)
- اميديو بينيديتي على موقع Soccerway.com (الإنجليزية)
- اميديو بينيديتي على موقع عالم كرة القدم.نت (الإنجليزية)